# Paul Alexandru Georgescu
Paul Alexandru Georgescu (n. 11 februarie 1914, Craiova - d. ? după 1999) a fost un critic și istoric literar român, hispanist și traducător din limba spaniolă.

## Biografie
S-a născut în familia lui Alexandru Georgescu și a soției sale, Virginia (n. Burgulescu). A urmat școala primară și Liceul „Frații Buzești” din Craiova (1925-1932) și apoi, în paralel, Facultatea de Litere și Filosofie (secția de sociologie) și Facultatea de Drept din cadrul Universității din București, obținând ambele licențe în 1936. A obținut un doctorat în filosofia dreptului cu teza Conceptul și ideea dreptului la Rudolf Stammler (1939) și un doctorat în filologie hispanică, cu teza Arta narativă a lui Miguel Ángel Asturias (1971).
În 1939 este numit asistent universitar la Catedra de filosofia dreptului, activând în această calitate până în 1944, când este detașat ca lector de limba și literatura română la Universitatea din Madrid (1944-1946) și apoi ca lector de limba română în Elveția (1946-1947). Se întoarce în România în 1947, unde lucrează ca redactor la Editura Științifică (1947-1962), apoi din 1962 ca lector la Catedra de limba și literatura spaniolă a Facultății de Filologie din București. După obținerea doctoratului în filologie în 1971 este promovat în postul de conferențiar, ocupat până la pensionare (1979). A îndeplinit funcțiile de vicepreședinte al Asociației de Prietenie Româno-Venezuelene și membru corespondent al secției de lingvistică a Academiei Naționale din Columbia (din 1979), a fost distins cu Ordinul cultural venezuelean „Andres Bello” (1977) și cu Medalia pentru merite științifice a Universității „San Marcos” din Peru (1978).
A debutat publicistic în 1937 cu un eseu despre Mihai Eminescu în revista Gând românesc. A colaborat cu studii și articole în revistel România literară, Ramuri, Steaua, Arbol (Spania), Revista Nacional de Cultura, Imagen, Aretusa, El Nacional (Venezuela), Revista de los Andes (Columbia), Bufanda del sol (Ecuador), Studi e informazioni (Italia) etc.
Paul Alexandru Georgescu a desfășurat o bogată activitate de hispanist. A scris mai multe volume despre literatura hispano-americană, a alcătuit Antologia eseului hispano-american (1975) și Antologia criticii literare hispano-americane (1986) și a tradus din scrierile lui Miguel Ángel Asturias, Julio Cortázar, Jorge Luis Borges, Mario Vargas Llosa ș.a. De asemenea, a ținut conferințe despre literatura spaniolă și hispanoamericană la mai multe universități din Italia, Belgia și Venezuela.

## Opera
- Los estudios hispánicos en Rumania, în colab. cu Iorgu Iordan, Sociedad Rumana de Lingüística Románica, București, 1964;
- Teatrul clasic spaniol, Editura pentru Literatură Universală, București, 1967;
- Arta narativă a lui Miguel Ángel Asturias, Editura didactică și pedagogică, București, 1971;
- Literatura hispano-americană în lumină sistemică, Editura Scrisul Românesc, Craiova, 1979;
- Breve antología de prosa hispanoamericana, București, 1980;
- Casa Weber sau Ieșirea din noapte, București, 1982;
- Rómulo Gallegos, Academia Nacional de la Historia, Caracas, 1984;
- Valori hispanice în perspectivă românească, Editura Cartea Românească, București, 1986;
- Nueva visión sistémica de la narrativa hispanoamericana, Academia Nacional de la Historia, Monte Avila Editores, Caracas, 1989;
- Cartea întrupărilor: 33 de bărbați iluștri văzuți de aproape și altfel, București, 1998.

## Traduceri
- Miguel Ángel Asturias, Domnul Președinte, București, 1960 (ed. a II-a, 1964);
- María Teresa León, Cu cărțile pe față, București, 1962;
- Miguel Ángel Asturias, Romanul latino-american, București, 1964;
- Germán Arciniegas, Popas în România, București, 1974,
- Antologia eseului hispano-american, postfața traducătorului, București, 1975;
- Germán Arciniegas, Biografia Caraibelor, vol. I-II, în colab. cu Ruxandra Maria Georgescu, pref. și tabel cronologic, București, 1979;
- Antologia criticii literare hispano-americane, în colaborare cu Ruxandra Maria Georgescu, București, 1986;
- Germán Arciniegas, Cavalerul din El Dorado, în colaborare cu Ruxandra Maria Georgescu, București, 1987;